# イ (恐竜)
イ（Yi、イーとも表される）は、中国のジュラ紀の地層から発見されているスカンソリオプテリクス類の恐竜の属の一つ。イ・チ Yi qi 一種のみで知られる。小型で、恐らく樹上生活者だった。他のスカンソリオプテリクス類のように、非常に長い第三指をもっていたが他の親戚と異なり、それは滑空するための翼膜の支持器として機能したと思われる。このユニークな特徴からコウモリに例えられるが、羽ばたき運動はできなかった可能性が高い。

## 概要

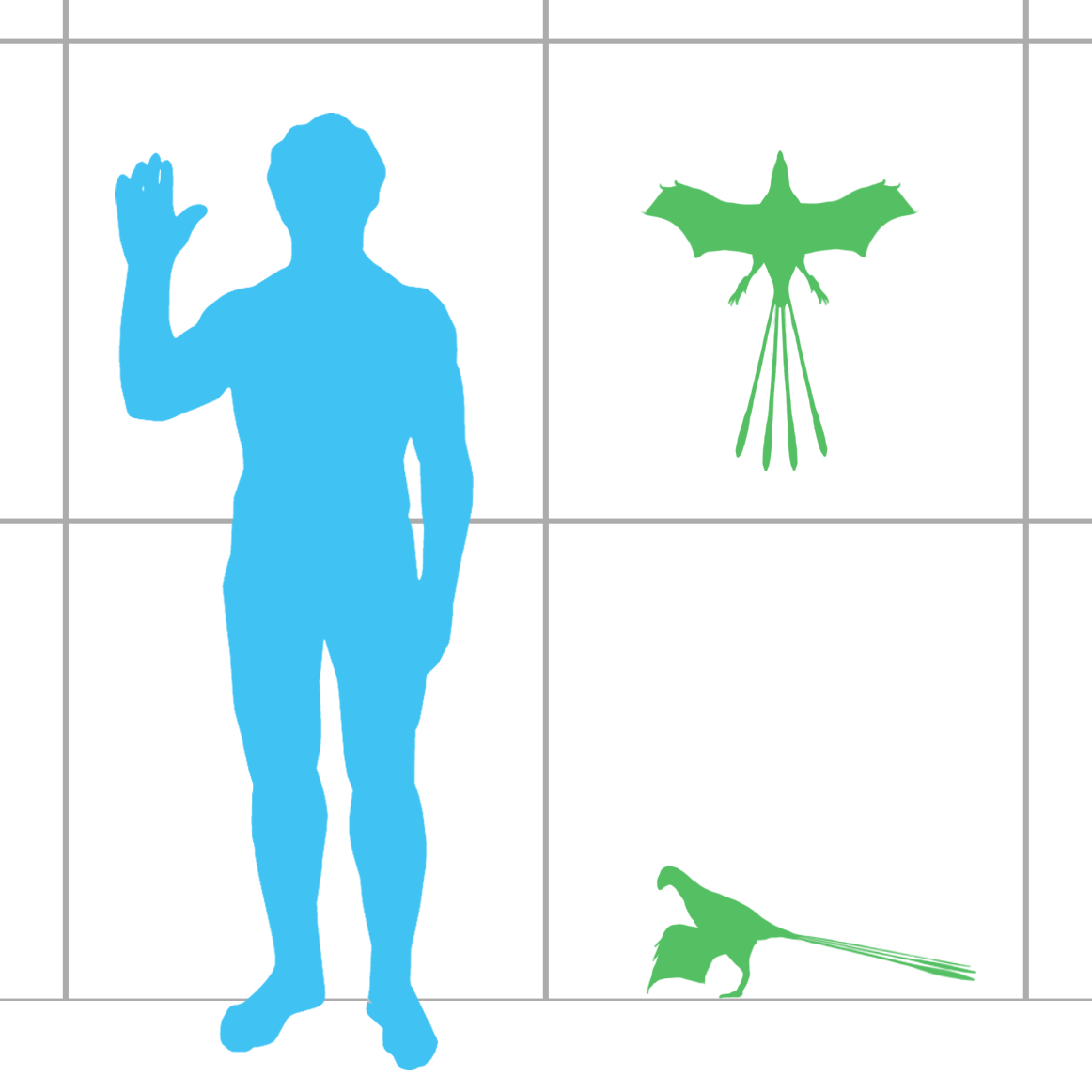
模式標本の個体のヒトとのサイズ比較

イはホロタイプである一つの部分骨格(STM 31-2) のみによって知られる。それは現在のところ山東天宇博物館のコレクションとなっている。その化石は押しつぶされた形で石板とその鋳型によって視認できる。それはかなり保存状態がよく、頭骨、下顎骨、頸骨、肋骨を保存しているが、背骨の大部分、骨盤、尾は失われている。イは小型動物で、体重は380gと推定される。
他のスカンソリオプテリクス類のように、頭は短く口吻は丸みを帯びている。下顎は下方に反っている。僅かな歯が顎の先端にのみ残っている。片側4本の上顎歯は最大であり僅かに前に伸びている。そして下顎歯はさらに強く前に伸びている。長く、華奢な前肢は全てにおいて他の多くの鳥類型恐竜（他のスカンソリオプテリクス類のような）に似ている。第一指は最も短く、第三指が最も長い。他の既知の恐竜と異なり、両手首から突き出た長さ約13センチの突起物をもつ。研究チームは、コウモリやムササビなど、現代の空飛ぶ哺乳類にみられるものに似ていることに着目した。「これは飛行にとって、最終的に極めて重要になる構造であることに気が付いた」と徐氏は話す。研究チームは骨とともに保存されていた膜性組織の痕跡も発見している。
唯一知られているイ・チの標本は濃い羽毛に覆われた様子を保存していた。ペンナラプトラ（鳥類のような発達した羽毛をもつ獣脚類を含むグループ）の派生的な獣脚類としては異常にも、その羽毛はハケのように非常に単純な構造であり、 細長いフィラメントの束で覆われた長い羽軸のような基底を持つ。これらの構造はすべてかなり堅いものであった 。その羽毛は体の大部分を覆っており、口吻の先端近くから発生している。頭と首の羽毛は長く、厚手のコートの様相である。胴体の羽毛も長く、より濃い。最長の羽毛は約6cmあり、上腕と脛骨の後ろに見られる。中足部も羽毛に覆われている。
皺の多い皮膚の小さな膜も手指の骨の間に保存され、他のすべての既知の恐竜とは異なり、羽ではなく皮膜が形成されていたことを示している 。膜は、短い指、細長い第三指、針型の手首の骨の間に伸び、おそらく胴体につながっていたが、翼膜の内側は既知の化石では保存されていなかった。この事はこの動物が現代のコウモリに似た姿をしていたことを示唆し、収斂進化の一例となっている。しかしながら、コウモリにおいて翼膜は指の間にしか伸びておらず、針型の手首の骨は存在しない。骨化した針型の骨は、ムササビのような現生の滑空動物に見られる。エオミス・クエルキー Eomys quercyiという古代の大型の滑空齧歯類においては軟骨質の針型の手首の骨が存在する。
電子顕微鏡により、化石の12箇所に色素細胞であるメラノソームが確認された。9つの羽毛のすべての箇所がユーメラノソームを示し、これは黒色を生じさせたと思われる。頭の羽においても、フェオメラノソームが存在し、より黄色味を帯びた色調を呈したと思われる。膜上では、1つの観察のみが陽性結果を示し、フェオメラノソームと同定された。下腿部の羽のユーメラノソームは非常に大きかった。

## 発見と命名

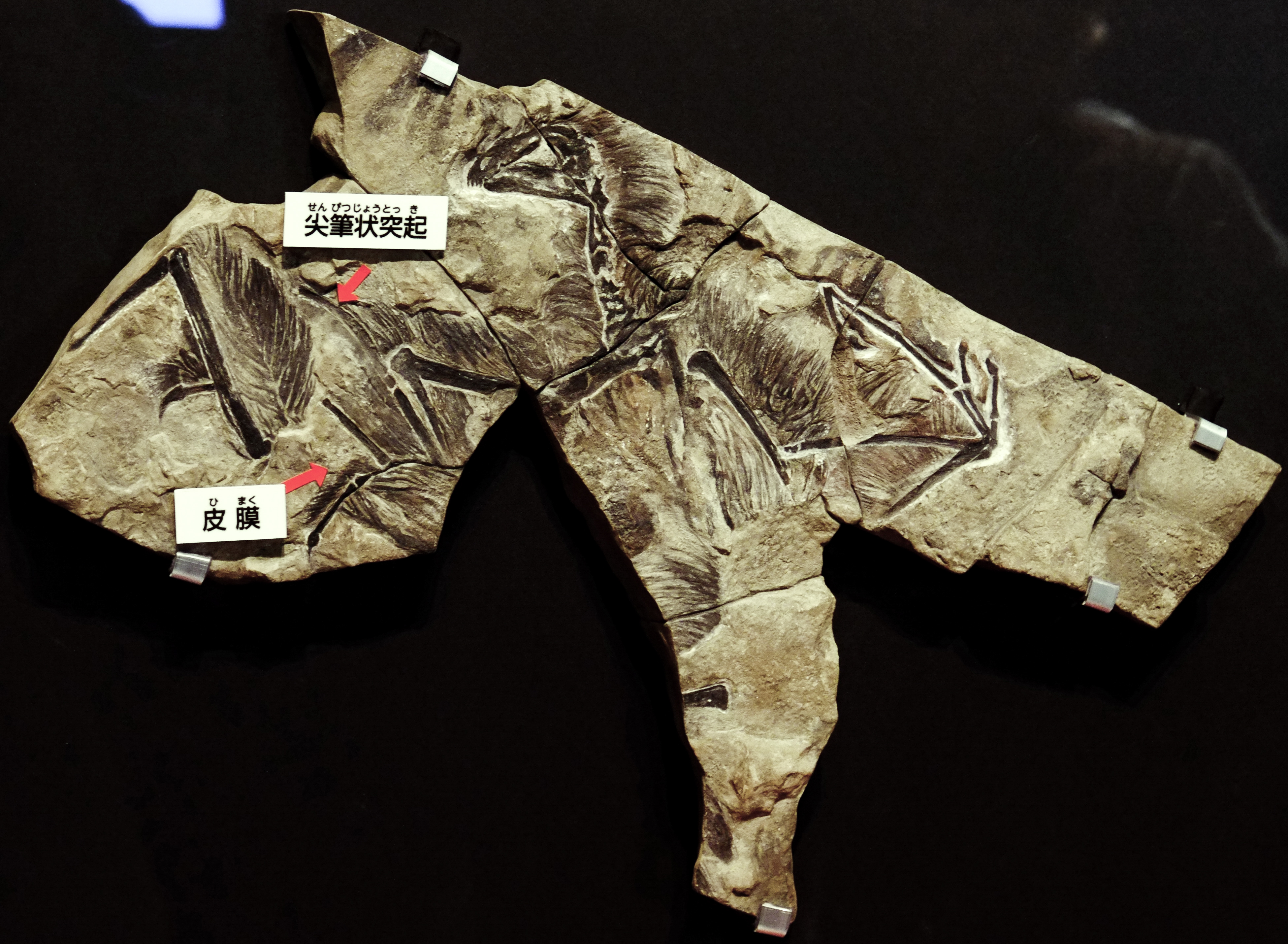
ホロタイプのキャスト

イの最初にして唯一の標本は、農家のワン・ジャンロン Wang Jianrong によって木头凳村の採石場でなされた。ワンは2007年に山東天宇博物館にその化石を売却した。その時から、博物館の技師ディン・シャオチン Ding Xiaoqing は化石の補修にとりかかった。購入前にアマチュアの化石バイヤーではなく、事前に博物館のスタッフが標本の独特の特徴や軟組織の多くを明らかにしたので、それを研究した科学者は標本が本物であり捏造されていないと確信していた。標本はCATスキャンによって分析された。イ・チの記載論文は2015年4月29日にネイチャーに寄稿された。
属名は中国語の「翼」、種小名は「奇」を意味し、その組み合わせで「奇妙な翼」という意味の学名である 。なお、Yiはすべての恐竜の中で最も短い2文字の属名で、Yi qiはまた国際動物命名規約の第11.8.1項と第11.9.1項の下で可能な限りの最も短い学名でもある。

## 分類
イは獣脚類マニラプトル類のスカンソリオプテリクス類に含まれる。系統解析ではエピデンドロサウルス(スカンソリオプテリクス)やエピデクシプテリクスなどの他の既知のスカンソリオプテリクス類との正確な関係を解析することはできなかったが、2019年にアンボプテリクスが発見された為、イと同じようなスカンソリオプテリクス類が他にいたことがわかった。スカンソリオプテリクス類は原鳥類の最も基盤的なクレードとして分析された。

## 古生態学
先史時代の鳥類としては未知の種類の翼を持っている。他の原鳥類の恐竜とは異なり、彼らは鳥の起源に近い飛行を持つ多くの独立した進化的実験の一つであったかもしれないと言われている。鳥の羽を膜の羽に置き換えたように思われる。
イの膜状の翼は恐竜の中でもユニークであり、解釈が難しい。腕が基本的に翼としての機能をもっていたということは、後肢およびその最大厚よりも長いことによって既に示唆されている。また、飛行状態以外の平行器官であるという説明は考えづらい。滑空する動物にしか見られない、膜に支持を加える長い針状の骨の存在は、滑空飛行に特化したことを示唆している。何らかの羽ばたき運動が行われた可能性はあるものの、大胸筋付着部が小さく、飛行動物特有の形質が見られないため、滑空の専門家だった可能性が高い。唯一知られている標本の記載を行った研究者は、その飛行様式が不確実であると判断すべきであると結論付けるのがせいぜいだった。米カリフォルニア大学の生物学者、ケヴィン・パディアンは、ネイチャー誌に掲載された論文の解説記事の中で「しっかりと飛行するには、前進に必要な渦気流を発生させることのできる、羽ばたき運動をする能力がなければならない」と指摘した。同氏は「イがこの能力を持っていたことを示唆する証拠はこれまでのところ、何一つ提示されていない」として「この恐竜が羽ばたきをしていた可能性は保留にすることができる」と示唆した。滑空していたかどうかについても、イの体の後部に関してほぼ何も分かっておらず、重心を知ることができない状況を考えると、まだ結論は下せないとしながら、「あたかも飛行に使われていたかのようにみえる奇妙な体構造を持っているが、これ以外はそうした傾向を何も示していない。真相は謎に包まれたままだ」と記している。